# 哈哈哈新年喜戲
《哈哈哈新年喜戲》（英語：Ha Ha Ha Happy New Year!!）是一部2025年马来西亚贺岁奇幻喜剧片，姜皓文、宣萱、陳靜、李璨琛、林盛斌。

## 制作
电影于2024年11月14日于吉隆坡开镜，电影在吉隆坡和槟城进行拍摄，预计耗时1个月完成，并会在2025年的贺岁档于全国电影院上映，本片是姜皓文首次做监制也是殷宁第一次写剧本，姜皓文透露《哈哈哈新年喜戏》是太太姜氏美人殷宁的原创故事，也是送给他的结婚周年礼物，殷宁则谦虚表示这次是我第一次写剧本创作过程中有很多的不足，也面对许多困难。但演员们将我平平无奇的剧本演得很好，至于幕后工作的部分，如果不是有那么多人的帮助，这部电影没办法那么快出来与大家见面。林盛斌透露，他在《哈哈哈新年喜欢》中饰演的人物是一名炒粿条的大叔，找我演一个很过瘾的角色，阿顺，最厉害炒粿条，听说槟城真的有这个人。

## 外部連結
- 豆瓣电影上《哈哈哈新年喜戲》的資料 （简体中文）